# El día fuera del tiempo
El día fuera del tiempo es el octavo álbum de estudio de la banda de rock argentina Cielo Razzo. Cuenta con ocho temas y fue puesto a la venta el 25 de julio de 2024.

## Lista de temas
1. «Polen» - 04:35
2. «Ultraliviano» - 04:30
3. «México» - 04:16
4. «Sabrás» - 04:23
5. «Veloz tren» - 03:34
6. «Corazón» - 03:25
7. «Sonido del viento» - 03:42
8. «Colmena» - 04:15

## Músicos
- Pablo Pino - voz
- Cristian Narváez - bajo
- Diego Almirón - guitarra
- Fernando Aime - guitarra y coros
- Javier Robledo - batería

### Músicos invitados
- Ale Vázquez - glockenspiel (en «Corazón»)
- Marcelo Vizzarri - teclados (en todas las canciones)